# Miracast
Miracast — стандарт беспроводной передачи мультимедийного сигнала, утверждённый объединением Wi-Fi Alliance 19 сентября 2012 года. Стандарт разработан на основе технологии Wi-Fi Direct: для передачи сигнала требуется наличие только двух совместимых устройств — приёмника и передатчика, в чем заключается существенное отличие от аналогичного по функциональности AirPlay, где передача между приёмником и передатчиком осуществляется только через Wi-Fi-маршрутизатор.

## Торговая марка
Полное наименование торговой марки «Wi-Fi Certified Miracast». Она может быть нанесена только на устройства, прошедшие сертификацию по «Wi-Fi Display test plan». Право на торговую марку закреплено за объединением Wi-Fi Alliance. Никакого символа или логотипа для маркировки продукции нет, вместо полного наименования допускается наличие сокращенного текстового обозначения «Miracast» на сертифицированных устройствах.
Наименование торговой марки Miracast складывается из английских слов «mirror» (зеркальное отражение) и «cast» (вещание), и близко по звучанию к английскому слову «miracle» — чудо, выдающееся событие.

## Технические характеристики
- Стандарт обмена данными между устройствами базируется на технологии Wi-Fi Direct.
- Передаются не файлы, а непосредственно пакеты видеосигнала в формате ITU-T H.264, то есть возможно не только беспроводное воспроизведение содержимого файлов, но и прямое дублирующее отображение экрана мобильного устройства. Также возможна обратная передача, например, видеосигнала с телевизора на экран мобильного устройства.
- Поддерживаемые аудиоформаты: LPCM (2-канальный), Dolby AC3 (5.1-канальный), AAC.
- Поддерживаемые разрешения: 18 форматов CEA от 640×480 до 3840×2160, 30 форматов VESA от 800×600 до 3840×2160, 12 мобильных форматов от 640×360 до 960×540.[2]

## Преимущества
- Отлаженная технология беспроводной передачи «тяжёлого» мультимедийного контента на основе уже широко распространённого стандарта IEEE 802.11n.
- Непосредственная связь устройств между собой без использования маршрутизатора беспроводной сети.
- Обеспечение защиты канала передачи данных между устройствами на основе технологии WPA2.
- Практически полное отсутствие задержек и рассинхронизации трансляции видеосигнала между устройствами.
- Скорость разряда батареи мобильных устройств не увеличится, поскольку технология реализована на существующей элементной базе и не требует дополнительных микропроцессоров, расходующих электричество.
- Простота взаимного обнаружения, настройки и взаимодействия устройств (приёмника и передатчика).
- Широкая поддержка стандарта производителями-членами объединения Wi-Fi Alliance — свыше 500 ведущих компаний.
- Поддержка защищённого DRM-контента и региональных кодов.[2]
- Поддержка 3D-контента.

## Недостатки
- Слабая совместимость реализаций на практике[источник не указан 1753 дня].
- Максимально поддерживаемое разрешение изображения — 1920×1200 пикселей (в текущей версии нет поддержки UltraHD).
- Формат транслируемого видеосигнала базируется на проприетарном кодеке H.264.
- Отсутствие узнаваемого графического обозначения-логотипа на упаковке и в информационных материалах производителей.

## Поддержка
О поддержке Miracast в своих платформах на момент анонса стандарта объявили Nvidia (Tegra 3), Texas Instruments, Qualcomm, Marvell Technology Group и другие производители чипов.

September 19, 2012 — Wi-Fi Alliance® announced the launch of the Wi-Fi CERTIFIED MiracastTM certification program. Miracast devices provide simplified discovery and setup, so users can quickly transmit video content from one device to another. Industry analysts predict annual shipments of Miracast-certified devices to exceed one billion units within the next four years.
Miracast users can do things like view pictures from a smartphone on a big screen television, share a laptop screen with the conference room projector in real-time, and watch live programs from a home cable box on a tablet. Miracast connections are formed using Wi-Fi CERTIFIED Wi-Fi DirectTM, so access to a Wi-Fi® network is not needed – the ability to connect is inside Miracast-certified devices.
— Из пресс-релиза Wi-Fi Alliance, 19 сентября 2012 г.
Поддержка miracast была добавлена в Android в версии 4.2 29 октября 2012 года.
Первыми сертифицированными потребительскими устройствами, поддерживающими стандарт Miracast, стали смартфоны Pantech Vega iRon, LG Optimus G, Samsung Galaxy S III, Google Nexus 5 и телевизоры серии Samsung Echo-P.

## Аналоги
- Беспроводной проприетарный стандарт передачи видео Apple AirPlay.
- Беспроводной проприетарный стандарт передачи видео Intel WiDi (анонсирована поддержка стандарта Miracast с версии WiDi 3.5).
- Проводной стандарт передачи данных между мобильными устройствами и дисплеями (ТВ, проекторы) MHL.
- Проводной стандарт передачи данных HDMI.